# Acacia chapmanii
Acacia chapmanii är en ärtväxtart som beskrevs av Richard Sumner Cowan och Bruce R. Maslin. Acacia chapmanii ingår i släktet akacior, och familjen ärtväxter.

## Underarter
Arten delas in i följande underarter:
- A. c. australis
- A. c. chapmanii